# گل‌ساعتی کوهستانی
گل‌ساعتی کوهستانی (نام علمی: Passiflora montana) نام یک گونه از سرده گل ساعت است.